# Villevenard
Villevenard est une commune française, située dans le département de la Marne en région Grand Est. Elle fait partie de la région naturelle de la Brie champenoise.
Commune rurale hors attraction des villes, Villevenard est membre de la communauté de communes des Paysages de la Champagne, à qui elle a transféré un certain nombre de compétences (notamment en matière d'eau et de déchets).
Au dernier recensement de 2022, la commune comptait 194 habitants.
Son patrimoine architectural comprend deux monuments historiques : l'église Saint-Alpin et des hypogées. Son patrimoine naturel comprend quant à lui une partie des marais de Saint-Gond, zone naturelle d'intérêt écologique, faunistique et floristique et site du réseau Natura 2000.

## Géographie

### Localisation
- 1Carte dynamique
- 2Carte OpenStreetMap
- 3Carte topographique
- 4Carte avec les communes environnantes

Villevenard se trouve au sud-ouest du département de la Marne, en région Grand Est.
La commune de Villevenard s'étend sur une superficie de 1 328 hectares. Elle appartient à la région agricole de la Brie champenoise.
Par la route, Villevenard se situe à 46 km de Châlons-en-Champagne, préfecture, à 34 km d'Épernay, sous-préfecture, et à 38 km de Dormans, bureau centralisateur du canton de Dormans-Paysages de Champagne dont dépend Villevenard depuis 2015. La commune fait en outre partie du bassin de vie de Sézanne, commune distante de 17 km par la route.

### Communes limitrophes
Villevenard est limitrophe de 7 communes :
| Baye             | Congy       | Coizard-Joches |
| Talus-Saint-Prix | Villevenard | Courjeonnet    |
|                  | Oyes        | Reuves         |

### Géologie et relief
Sur son territoire, l'altitude varie de 137 à 230 mètres.
Villevenard est située entre la Côte d'Île-de-France, au nord, et les marais de Saint-Gond qui occupent le sud de la commune,. Entre les deux, le dénivelé y approche les 100 mètres.
La Côte d'Île-de-France y est entaillée par le vallon du Bonon, une ruisseau qui arrose la commune du nord au sud et détache la colline de Beauregard, qui surplombe le village à 207 mètres.

### Hydrographie

#### Réseau hydrographique
La commune est dans la région hydrographique de « la Seine de sa source au confluent de l'Oise (exclu) » au sein du bassin Seine-Normandie. Elle est drainée par le Petit Morin, le Bonon, le canal 01 des Petits Saules, le canal 02 des Petits Saules, le canal 01 du Pré des Contrôleurs, le ru de Maurupt et divers bras du Petit Morin,.
Le Petit Morin, d'une longueur de 86 km, prend sa source dans la commune de Val-des-Marais et se jette dans la Marne à La Ferté-sous-Jouarre, après avoir traversé 29 communes.
Un plan d'eau complète le réseau hydrographique : les étangs de la Noquette (27,9 ha),.

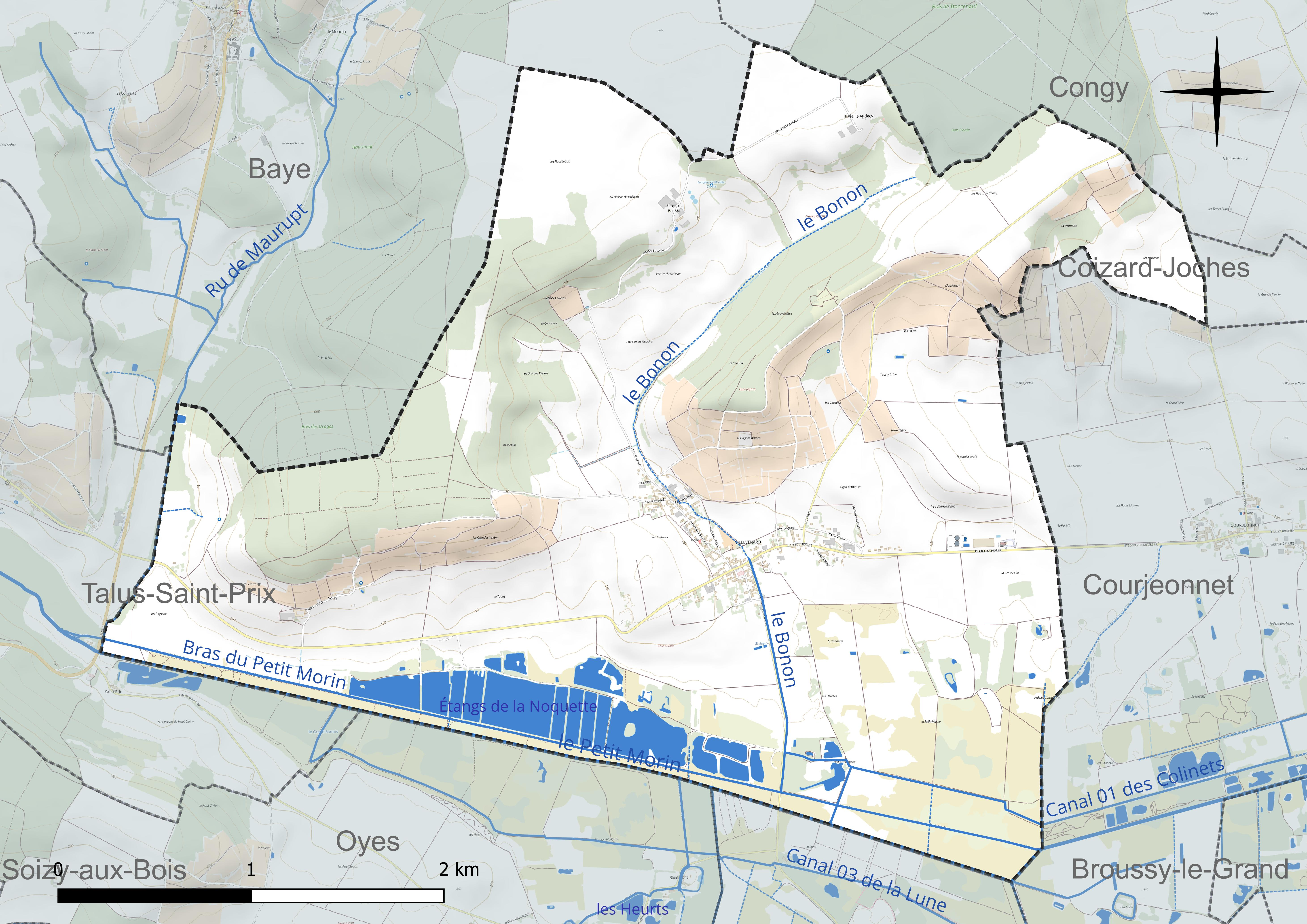
Réseau hydrographique de Villevenard.

#### Gestion et qualité des eaux
Le territoire communal est couvert par le schéma d'aménagement et de gestion des eaux (SAGE) « Petit et Grand Morin ». Ce document de planification concerne le territoire des bassins versants du Petit Morin (630 km2) et du Grand Morin (1 185 km2) et se répartit sur trois départements (la Marne, l'Aisne et la Seine-et-Marne). Il a été approuvé le 21 octobre 2016. La structure porteuse de l'élaboration et de la mise en œuvre est le Syndicat mixte d'aménagement et de gestion des eaux (SMAGE) - EPAGE.
La qualité des cours d’eau peut être consultée sur un site dédié géré par les agences de l’eau et l’Agence française pour la biodiversité.

### Climat
Pour des articles plus généraux, voir Climat du Grand Est et Climat de la Marne.
En 2010, le climat de la commune est de type climat océanique dégradé des plaines du Centre et du Nord, selon une étude du Centre national de la recherche scientifique s'appuyant sur une série de données couvrant la période 1971-2000. En 2020, Météo-France publie une typologie des climats de la France métropolitaine dans laquelle la commune est exposée à un climat océanique altéré et est dans la région climatique Nord-est du bassin Parisien, caractérisée par un ensoleillement médiocre, une pluviométrie moyenne régulièrement répartie au cours de l’année et un hiver froid (3 °C).
Pour la période 1971-2000, la température annuelle moyenne est de 10,7 °C, avec une amplitude thermique annuelle de 15,9 °C. Le cumul annuel moyen de précipitations est de 748 mm, avec 12 jours de précipitations en janvier et 8 jours en juillet. Pour la période 1991-2020, la température moyenne annuelle observée sur la station météorologique de Météo-France la plus proche, « Esternay-Man », sur la commune d'Esternay à 20 km à vol d'oiseau, est de 10,9 °C et le cumul annuel moyen de précipitations est de 780,5 mm. 
La température maximale relevée sur cette station est de 42,5 °C, atteinte le 25 juillet 2019 ; la température minimale est de −25 °C, atteinte le 14 février 1956,,.
Les paramètres climatiques de la commune ont été estimés pour le milieu du siècle (2041-2070) selon différents scénarios d'émission de gaz à effet de serre à partir des nouvelles projections climatiques de référence DRIAS-2020. Ils sont consultables sur un site dédié publié par Météo-France en novembre 2022.

### Milieux naturels et biodiversité
L'Inventaire national du patrimoine naturel (INPN) recense 470 espèces sur le territoire de la commune, dont 96 espèces protégées et 55 espèces menacées.
Villevenard compte une zone naturelle d'intérêt écologique, faunistique et floristique (ZNIEFF) de type I : « les marais de Saint-Gond ». La ZNIEFF s'étend sur environ 3 200 hectares et 13 communes marnaises. Dans la vallée du Petit Morin, elle accueille des tourbières alcalines particulièrement importantes du point de vue environnemental. En matière de flore, 43 espèces rares ou protégées y sont présentes. En matière de faune, le site est particulièrement favorable aux amphibiens, aux lépidoptères, aux odonates et aux oiseaux. Les marais de Saint-Gond sont également un site d'intérêt communautaire du réseau Natura 2000.
L'hypogée de Villevenard est par ailleurs gérée par le Conservatoire d'espaces naturels de Champagne-Ardenne..

## Urbanisme

### Typologie
Au 1er janvier 2024, Villevenard est catégorisée commune rurale à habitat dispersé, selon la nouvelle grille communale de densité à sept niveaux définie par l'Insee en 2022.
Elle est située hors unité urbaine et hors attraction des villes,.

### Occupation des sols
L'occupation des sols de la commune, telle qu'elle ressort de la base de données européenne d’occupation biophysique des sols Corine Land Cover (CLC), est marquée par l'importance des territoires agricoles (63,7 % en 2018), une proportion sensiblement équivalente à celle de 1990 (63,3 %). La répartition détaillée en 2018 est la suivante : terres arables (49,2 %), forêts (15,9 %), zones humides intérieures (12,9 %), cultures permanentes (10,4 %), eaux continentales (4,8 %), prairies (4,1 %), zones urbanisées (2,7 %).
Au nord, les sommets de la Côte d'Île-de-France sont généralement boisés, tandis que ses versants exposés au sud sont occupés par le vignoble de Champagne (cultures permanentes). Le reste du territoire, à l'exception des marais de Saint-Gond (zones humides intérieures) au sud, est consacré aux grandes cultures (terres arables) ou accueille plus rarement des prairies.
L'évolution de l’occupation des sols de la commune et de ses infrastructures peut être observée sur les différentes représentations cartographiques du territoire : la carte de Cassini (XVIIIe siècle), la carte d'état-major (1820-1866) et les cartes ou photos aériennes de l'IGN pour la période actuelle (1950 à aujourd'hui).

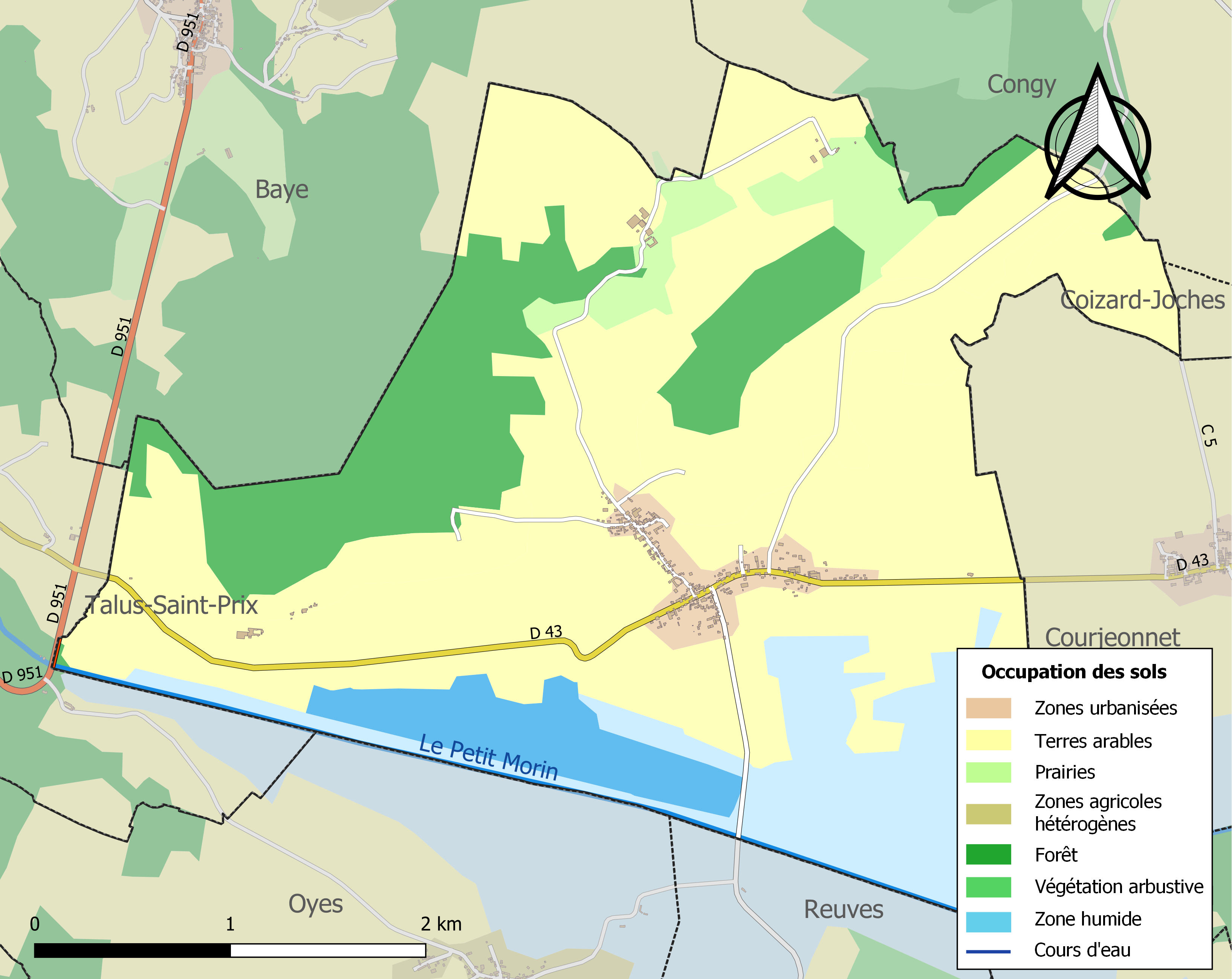
Carte des infrastructures et de l'occupation des sols de la commune en 2018 (CLC).

### Morphologie rurale, hameaux et écarts
Le village de Villevenard est principalement constitué autour de deux rues : la rue Vigne l'Abbesse selon un axe est/ouest (RD43) et la rue des Hauts de Saint Loup, vers le nord,. Le cœur du village se trouve à l'intersection de ces deux rues.
Le bâti ancien est généralement construit en craie ou en brique avec des encadrements en brique ou en pierre. Il est aligné sur la rue avec un jardin à l'arrière et prend souvent en compte l'activité agricole ou viticole. Les urbanisations les plus récentes, depuis les années 1960, se sont généralement faites dans le prolongement du village le long de la RD43,. Ces constructions sont plus hétérogènes, en recul par rapport à la rue ou en milieu de parcelle.
En dehors du village, on trouve les hameaux de la Ferme du Buisson et de la Vieille Andecy, au nord de la commune, ainsi que le hameau de Voizy, à l'ouest de la commune en direction de Talus-Saint-Prix,.

### Planification
Les règles d'urbanisme sur le territoire de Villevenard sont déterminées par le schéma de cohérence territoriale d'Épernay et sa Région (SCoTER) approuvé le 5 décembre 2018 et par la carte communale adoptée par le conseil municipal de Villevenard le 10 décembre 2018.

### Habitat et logement
En 2022, Villevenard compte 122 logements. Ces logements sont presque exclusivement des maisons ; la commune ne comptant qu'un seul appartement. En raison de la prévalence des maisons, les résidences principales de Villevenard disposent en moyenne de 5,3 pièces.
Le tableau ci-dessous présente une comparaison de quelques indicateurs chiffrés du logement pour Villevenard, la communauté de communes des Paysages de la Champagne (CCPC), le département de la Marne et la France entière :
|                                                            | Villevenard | CCPC   | Marne   | France     |
| ---------------------------------------------------------- | ----------- | ------ | ------- | ---------- |
| Ensemble des logements                                     | 122         | 11 520 | 302 456 | 37 527 880 |
| Part des résidences principales (en %)                     | 75,3        | 80,7   | 87,5    | 82,3       |
| Part des résidences secondaires (en %)                     | 8,2         | 6,1    | 3,5     | 9,7        |
| Part des logements vacants (en %)                          | 16,4        | 13,1   | 9,0     | 8,0        |
| Part des propriétaires de leur résidence principale (en %) | 77,4        | 76,9   | 52,4    | 57,5       |

À Villevenard, en 2022, 75,3 % des logements sont des résidences principales, 8,2 % des résidences secondaires et 16,4 % des logements vacants. Par ailleurs, 77,4 % des ménages sont propriétaires de leur résidence principale. Villevenard se démarque alors par un nombre supérieur à la moyenne de logements vacants et de ménages propriétaires de leur résidence principale.
Parmi les 92 résidences principales construites avant 2020, 23,7 % avaient été construites avant 1945, 26,9 % entre 1946 et 1970, 26,9 entre 1971 et 1990, 9,7 % entre 1991 et 2005 et 12,9 % entre 2006 et 2019.
Le tableau ci-dessous présente l'évolution du nombre de logements sur le territoire de la commune, par catégorie, depuis 1968 :
|                        | 1968 | 1975 | 1982 | 1990 | 1999 | 2006 | 2011 | 2016 | 2022 |
| ---------------------- | ---- | ---- | ---- | ---- | ---- | ---- | ---- | ---- | ---- |
| Résidences principales | 72   | 82   | 89   | 87   | 91   | 90   | 91   | 97   | 92   |
| Résidences secondaires | 7    | 5    | 6    | 8    | 6    | 4    | 0    | 3    | 10   |
| Logements vacants      | 11   | 13   | 17   | 14   | 18   | 24   | 26   | 20   | 20   |
| Total                  | 90   | 100  | 112  | 109  | 115  | 118  | 116  | 120  | 122  |

### Voies de communication et transports
Villevenard est traversée par la route départementale 43, qui part vers l'ouest en direction de Montmirail et de Talus-Saint-Prix (où elle rencontre la RD951 entre Épernay et Sézanne) et vers l'est en direction de Courjeonnet puis Fère-Champenoise,.
L'automobile a une place importante dans les déplacements. Ainsi, en 2022, 96,8 % des ménages de la commune disposent d'au moins une voiture (dont 45,2 % comptent deux voitures ou plus) et 71,3 % des actifs se rendent sur leur lieu de travail en voiture ou en camion (18,8 % ne se déplaçant pas).

### Risques naturels et technologiques
Le territoire de Villevenard est vulnérable à différents risques naturels et technologiques. La commune n'est toutefois pas dans l'obligation d'élaborer et publier un document d'information communal sur les risques majeurs, ni un plan communal de sauvegarde.
Villevenard est concernée par le risque d'inondation, notamment par remontée de nappe. Selon le Dossier départemental des risques majeurs, le Petit Morin (qui traverse la commune) et le Grand Morin « très réactifs aux épisodes pluvieux, entraînent une montée des eaux rapide et une submersion de courte durée ». La commune a ainsi fait d'un arrêté reconnaissant l'état de catastrophe naturelle pour des inondations et/ou coulées de boue en 1999.
La commune est également concernée par les risques de mouvements de terrain et compte une cavité souterraine identifiée au lieu-dit les Vignes Basses. Villevenard est affectée par le phénomène de retrait-gonflement des argiles (risque fort). Le risque sismique est très faible sur son territoire. De même, le potentiel radon de la commune est faible.
Villevenard compte par ailleurs un site potentiellement concerné par la pollution des sols, un silo agricole situé à l'est de la commune.

## Toponymie
La première mention de Villa Vernardi est de 850 dans le cartulaire du chantre Guerin, f° 8 v°.
Le nom de la localité est par la suite attesté sous les formes Villa Bernardi (1131) ; Vilevenart (1197) ; Villa Venart (1246) ; Vile-Vernart (1289) ; Villevenart (1305) ; Villevenard (1458) ; Villemenard (1504) ; Vilvenard (1699).

## Histoire
La voie romaine Meaux-Bibe passe à travers le territoire et franchit le ru Bonon ; elle porte aussi le nom de Chemin des gendarmes ou chemin de Villevenard. Des traces d'occupation du Néolithique récent, à travers la découverte de plusieurs hypogées par Joseph de Baye, ont été repérées dès le XIXe siècle sur le territoire de la commune. Elles sont chronologiquement antérieures à un habitat du Néolithique ancien, fouillé entre 2017 et 2021, au lieu-dit les Hauts de Congy. Au même lieu-dit, des vestiges d'occupations protohistoriques, antiques et médiévaux ont également été fouillés. Une nécropole de La Tène et une du Bas-empire ont été trouvées au lieu-dit la Cour. Une nécropole mérovingienne a été découverte au lieu-dit les Ronces.
Sous l'Ancien Régime, Villevenard dépend de la généralité et l'élection de Châlons et suit la coutume de Sens , son église est rattachée au diocèse de Châlons, archidiaconé et doyenné de Vertus.

## Politique et administration

### Rattachements administratifs et électoraux

#### Rattachements administratifs
La commune se trouve dans l'arrondissement d'Épernay au sein du département de la Marne et de la région Grand Est.
Elle faisait partie depuis 1793 du canton de Montmort-Lucy. Dans le cadre du redécoupage cantonal de 2014 en France, cette circonscription administrative territoriale a disparu, et le canton n'est plus qu'une circonscription électorale.

#### Rattachements électoraux
Pour les élections départementales, la commune fait partie depuis 2014 du canton de Dormans-Paysages de Champagne.
Pour l'élection des députés, elle fait partie de la troisième circonscription de la Marne.

### Intercommunalité
Villevenard était membre de la communauté de communes de la Brie des Étangs, un établissement public de coopération intercommunale (EPCI) à fiscalité propre créé en 1997 et auquel la commune avait transféré un certain nombre de ses compétences, dans les conditions déterminées par le Code général des collectivités territoriales.
Dans le cadre des dispositions de la loi portant nouvelle organisation territoriale de la République du 7 août 2015, qui prévoit que les établissements publics de coopération intercommunale (EPCI) à fiscalité propre doivent avoir un minimum de 15 000 habitants, cette intercommunalité a fusionné avec ses voisines pour former, le 1er janvier 2017, la communauté de communes des Paysages de la Champagne,, dont est désormais membre la commune.
Villevenard est par ailleurs membre de deux EPCI sans fiscalité propre, le SIVU d'études et d'aménagement des Marais de Saint-Gond et le SM intercommunal scolaire de Sézanne.

### Liste des maires
| Période                                  | Période                      | Identité               | Étiquette | Qualité                         |
| ---------------------------------------- | ---------------------------- | ---------------------- | --------- | ------------------------------- |
| Les données manquantes sont à compléter. |                              |                        |           |                                 |
|                                          | an XIII                      | Charles Michel         |           |                                 |
| an XIII                                  | 1819                         | Pierre Mathieu         |           |                                 |
| 1819                                     | 1848                         | Jean-Baptiste Guenon   |           |                                 |
| 1848                                     | 1862                         | Jean-François Bachelin |           |                                 |
| 1862                                     | 1868                         | Augustin Niquet        |           |                                 |
| 1868                                     | 1878                         | Auguste Ravillon       |           |                                 |
| 1878                                     | 1890                         | Prudent Lefranc        |           |                                 |
| 1890                                     | 1892                         | Dina Thibaut           |           |                                 |
| 1892                                     | 1895                         | Pierre-Alphonse Gaudez |           |                                 |
| mai 1895                                 | juillet 1895                 | Auguste Joly           |           |                                 |
| 1895                                     | 1896                         | Dina Thibaut           |           |                                 |
| 1896                                     | 1904                         | Marie Laurent          |           |                                 |
| 1904                                     | 1909                         | Henri Niquet           |           |                                 |
| 1909                                     | 1919                         | Achille Chère          |           |                                 |
| 1919                                     | 1924                         | Hypollite Brochot      |           |                                 |
| 1924                                     | 1925                         | Achille Chère          |           |                                 |
| 1925                                     | 1929                         | Albert Niquet          |           |                                 |
| 1929                                     | 1945                         | Maurice Jacquesson     |           |                                 |
| 1945                                     | 1947                         | Georges Vallat         |           |                                 |
| 1947                                     | 1965                         | Marcel Renard          |           |                                 |
| 1965                                     | 1971                         | André Jacquesson       |           |                                 |
| 1971                                     | 1983                         | Robert Renard          |           |                                 |
| 1983                                     | 1989                         | Claude Nominé          |           |                                 |
| 1989                                     | En cours (au 4 juillet 2014) | Catherine Bandry       |           | Réélu pour le mandat 2014-2020, |

### Jumelages
Au 1er janvier 2023, Villevenard n'est jumelée avec aucune ville.

## Équipements et services publics

### Eau et déchets
L'approvisionnement en eau potable et l'assainissement des eaux usées sont des compétences de la communauté de communes des Paysages de la Champagne. La commune de Villevenard est alimentée en eau potable par les captages de Coizard-Joches (Le Bas de l'Étang). La production et la distribution d'eau potable, par le biais de deux réservoirs de 60 m3, font l'objet d'une délégation de service public confiée à Suez jusqu'en 2029.
Villevenard accueille une station d'épuration à filtre à roseaux et filtre à sable d'une capacité de 300 équivalent-habitants sur son territoire. L'assainissement collectif y est assuré en régie par la communauté de communes.
La communauté de communes est également compétente en matière de déchets. La collecte des ordures ménagères résiduelles et des déchets recyclables est réalisée en porte à porte. La communauté de commune adhérant au syndicat de valorisation des ordures ménagères de la Marne (SYVALOM), ces déchets sont amenés au centre de transfert départemental de Pierry puis valorisés sur le site de La Veuve. La collecte du verre et des textiles se fait en apport volontaire. La communauté de communes met par ailleurs six déchèteries à disposition de ses habitants, accessibles après création d'une carte d'accès : à Châtillon-sur-Marne, Damery-Venteuil, Fèrebrianges, Mareuil-le-Port, Montmort-Lucy et Trélou-sur-Marne.

### Enseignement
Villevenard fait partie de l'académie de Reims.
Les enfants de Villevenard sont accueillis au sein des écoles de Congy. Installées rue des Prés, les écoles sont fréquentées par 37 élèves de maternelle et 57 élèves d'élémentaire (chiffres 2024-2025)
Les jeunes de Villevenard sont ensuite rattachés au collège Lucie Aubrac de Montmort-Lucy et au lycée La Fontaine du Vé de Sézanne.

### Postes et télécommunications
Une boîte aux lettres de La Poste se trouve sur le territoire de la commune, rue des Hauts de Saint Loup. Les bureaux de poste les plus proches sont situés à Baye et Congy, à environ 4 km de Villevenard.

### Justice, sécurité et secours
Du point de vue judiciaire, Villevenard relève du conseil de prud'hommes d'Épernay, du tribunal de commerce de Reims, du tribunal judiciaire, du tribunal paritaire des baux ruraux et du tribunal pour enfants de Châlons-en-Champagne, dans le ressort de la cour d'appel de Reims. Pour le contentieux administratif, la commune dépend du tribunal administratif de Châlons-en-Champagne et de la cour administrative d'appel de Nancy.
Villevenard est située en secteur Gendarmerie nationale et dépend de la brigade d'Étoges.
En matière d'incendie et de secours, le centre d'incendie et de secours le plus proche est celui de Montmort, rattaché au Service départemental d'incendie et de secours (SDIS) de la Marne.

## Population et société

### Démographie
L'évolution du nombre d'habitants est connue à travers les recensements de la population effectués dans la commune depuis 1793. Pour les communes de moins de 10 000 habitants, une enquête de recensement portant sur toute la population est réalisée tous les cinq ans, les populations de référence des années intermédiaires étant quant à elles estimées par interpolation ou extrapolation. Pour la commune, le premier recensement exhaustif entrant dans le cadre du nouveau dispositif a été réalisé en 2005.

En 2022, la commune comptait 194 habitants, en évolution de −9,35 % par rapport à 2016 (Marne : −1,19 %, France hors Mayotte : +2,11 %).
| 1793 | 1800 | 1806 | 1821 | 1831 | 1836 | 1841 | 1846 | 1851 |
| ---- | ---- | ---- | ---- | ---- | ---- | ---- | ---- | ---- |
| 401  | 386  | 391  | 338  | 361  | 355  | 354  | 378  | 384  |

| 1856 | 1861 | 1866 | 1872 | 1876 | 1881 | 1886 | 1891 | 1896 |
| ---- | ---- | ---- | ---- | ---- | ---- | ---- | ---- | ---- |
| 382  | 395  | 390  | 397  | 402  | 380  | 379  | 364  | 379  |

| 1901 | 1906 | 1911 | 1921 | 1926 | 1931 | 1936 | 1946 | 1954 |
| ---- | ---- | ---- | ---- | ---- | ---- | ---- | ---- | ---- |
| 376  | 353  | 309  | 264  | 267  | 261  | 235  | 257  | 213  |

| 1962 | 1968 | 1975 | 1982 | 1990 | 1999 | 2005 | 2006 | 2010 |
| ---- | ---- | ---- | ---- | ---- | ---- | ---- | ---- | ---- |
| 212  | 211  | 202  | 217  | 204  | 216  | 198  | 197  | 196  |

| 2015 | 2020 | 2022 | - | - | - | - | - | - |
| ---- | ---- | ---- | - | - | - | - | - | - |
| 212  | 197  | 194  | - | - | - | - | - | - |

### Cultes
Pour le culte catholique, Villevenard dépend de la paroisse Saint-Alpin - Le Surmelin, au sein du diocèse de Châlons-en-Champagne.

### Médias
La presse écrite régionale comprend le quotidien L'Union et l'hebdomadaire L'Hebdo du vendredi.
Parmi les stations de radio locales, il est possible de citer Ici Champagne-Ardenne et Champagne FM.

## Économie

### Revenus de la population et fiscalité
En 2021, la commune compte 94 ménages fiscaux, regroupant 198 personnes.
Le revenu disponible par unité de consommation est alors de 26 230 €, supérieur à celui de la communauté de communes des Paysages de la Champagne (24 050 €), du département de la Marne (22 830 €) et de la France métropolitaine (23 080 €).
Pour des raisons de secret statistique, le taux de pauvreté à Villevenard n'est pas communiqué par l'Insee.

### Emploi
Villevenard appartient à la zone d'emploi de Romilly-sur-Seine.
En 2022, le taux d'activité des 15-64 ans est de 83,3 %, supérieur à celui de la communauté de communes (80,3 %), du département (74,6 %) et de la France métropolitaine (75,3 %). Pour cette même catégorie de population, le taux de chômage est de seulement 4,2 % contre 7,5 % pour la communauté de communes, 11,8 % pour la Marne et 11,3 % pour la France métropolitaine.
En 2022, Villevenard compte 127 emplois, dont 75,8 % de salariés et 24,2 % de non-salariés. Avec 99 actifs y résidant, la commune a alors un indicateur de concentration d'emploi de 127,6. Dans les faits, 45,5 % des actifs résidant à Villevenard y travaillent tandis que 54,5 % travaillent dans une autre commune. Il s'agit d'un renversement de tendance par rapport à 2016, lorsque 62,1 % des actifs de Villevenard y travaillaient.

### Entreprises, commerces et agriculture
En 2022, la commune compte 14 établissements économiquement actifs (hors agriculture).
L'Insee n'y recense aucun commerce en 2024. La carte communale de 2018 mentionne toutefois l'existence d'un restaurant.
En 2020, Villevenard compte 48 exploitations agricoles, pour une surface agricole utilisée de 1 265 hectares et 112 emplois à temps plein. Selon l'Agreste, la production agricole de la commune est spécialisée dans la viticulture, Villevenard faisant partie des appellations d'origine contrôlée « champagne » et « coteaux-champenois ». On y trouve également des grandes cultures, majoritairement des céréales et du maïs, ainsi qu'un élevage de vaches laitières au hameau de la Ferme du Buisson.

## Culture locale et patrimoine

### Lieux et monuments
La commune compte deux monuments classés monuments historiques : l'église Saint-Alpin et les grottes néolithiques (« hypogées »).
L'église Saint-Alpin date principalement du XIIe siècle et possède un clocher octogonal, un élément rare dans le département de la Marne. L'édifice est classé monument historique le 31 décembre 1915. Il renferme une vingtaine d'objets protégés au titre des monuments historiques (inscrits ou classés) : autels, statues, tableaux, orgue, etc.. Parmi ces objets se trouvent également des peintures murales du XVIe siècle,.

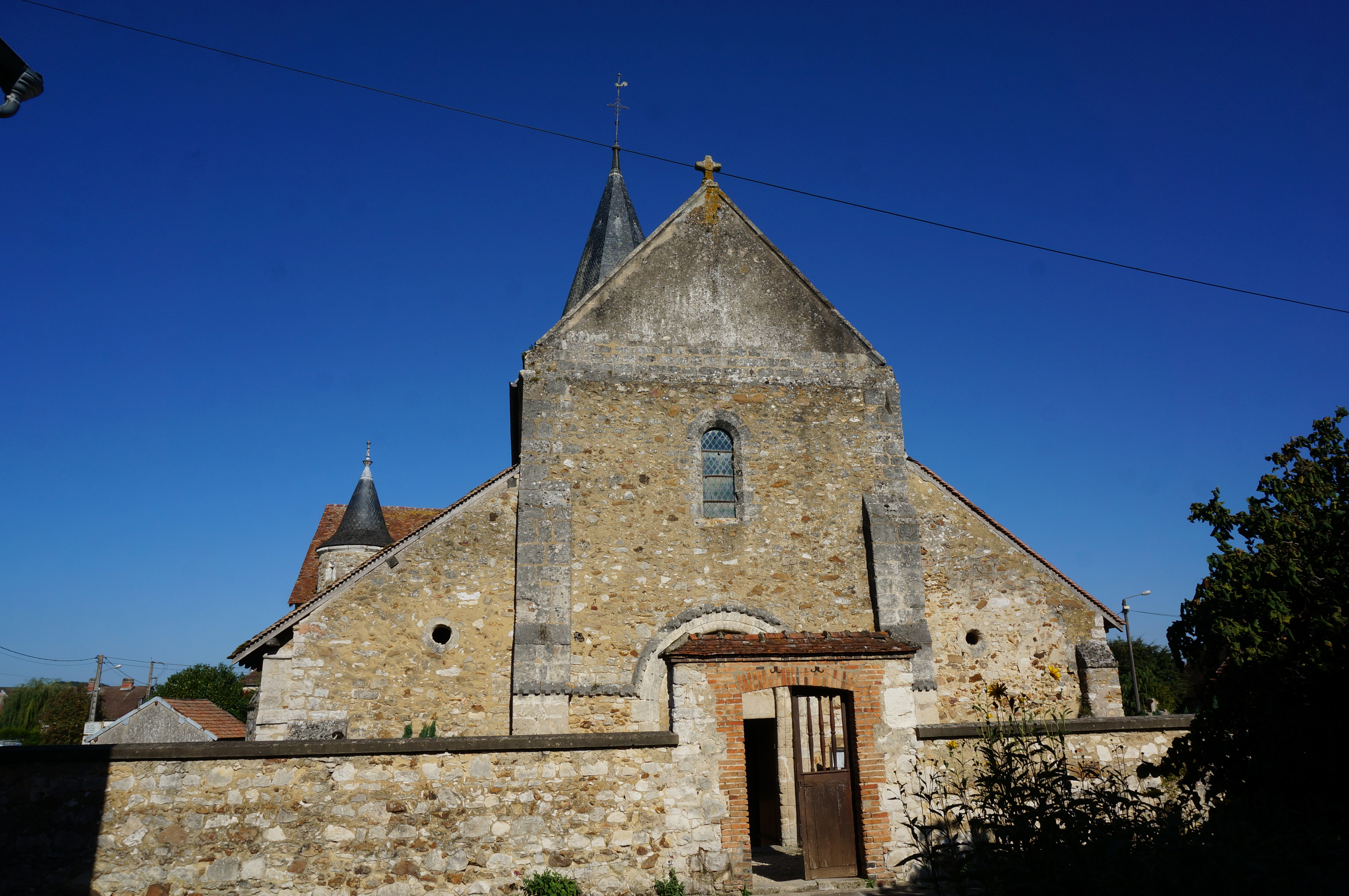
Façade ouest de l'église.
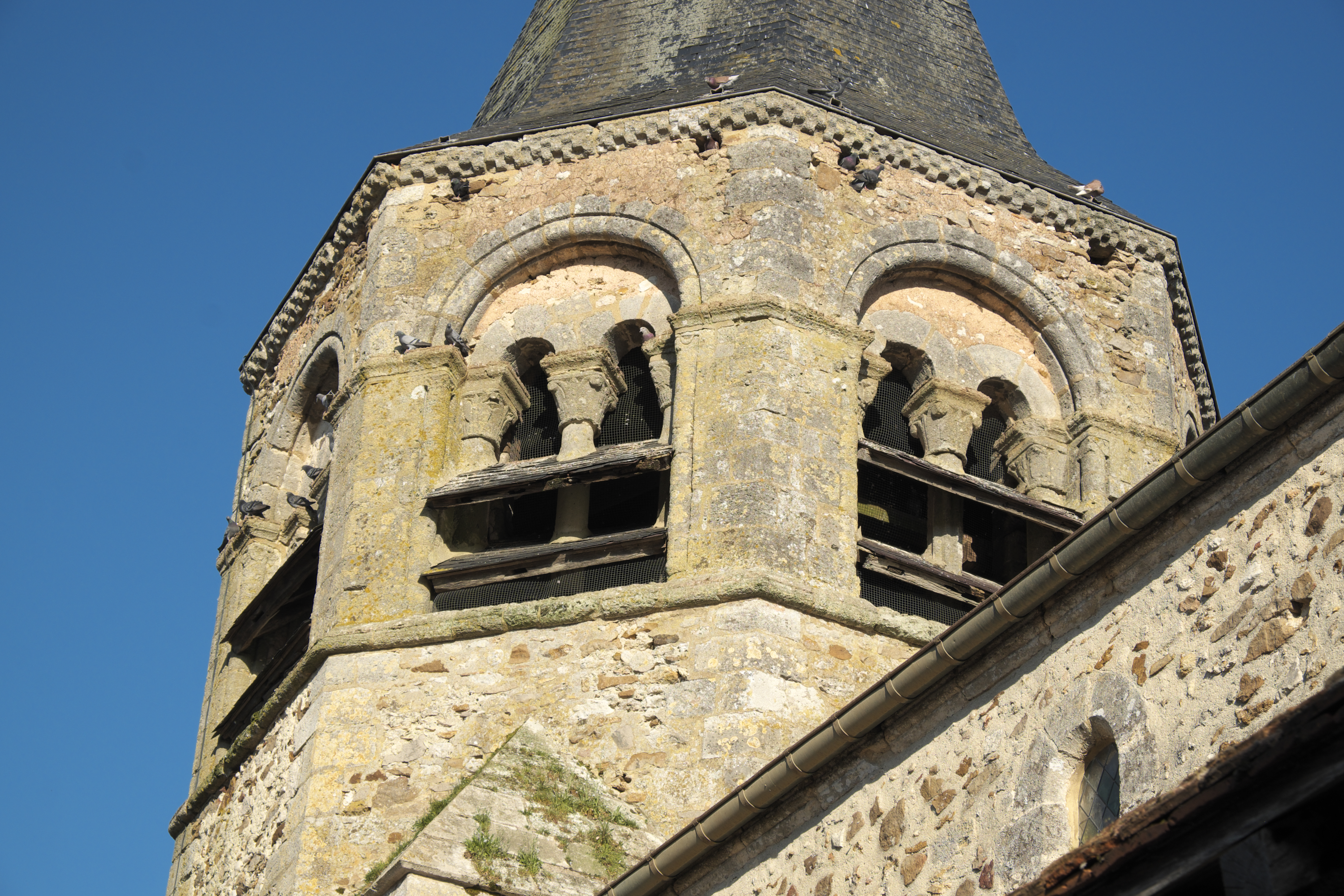
Détail du clocher.
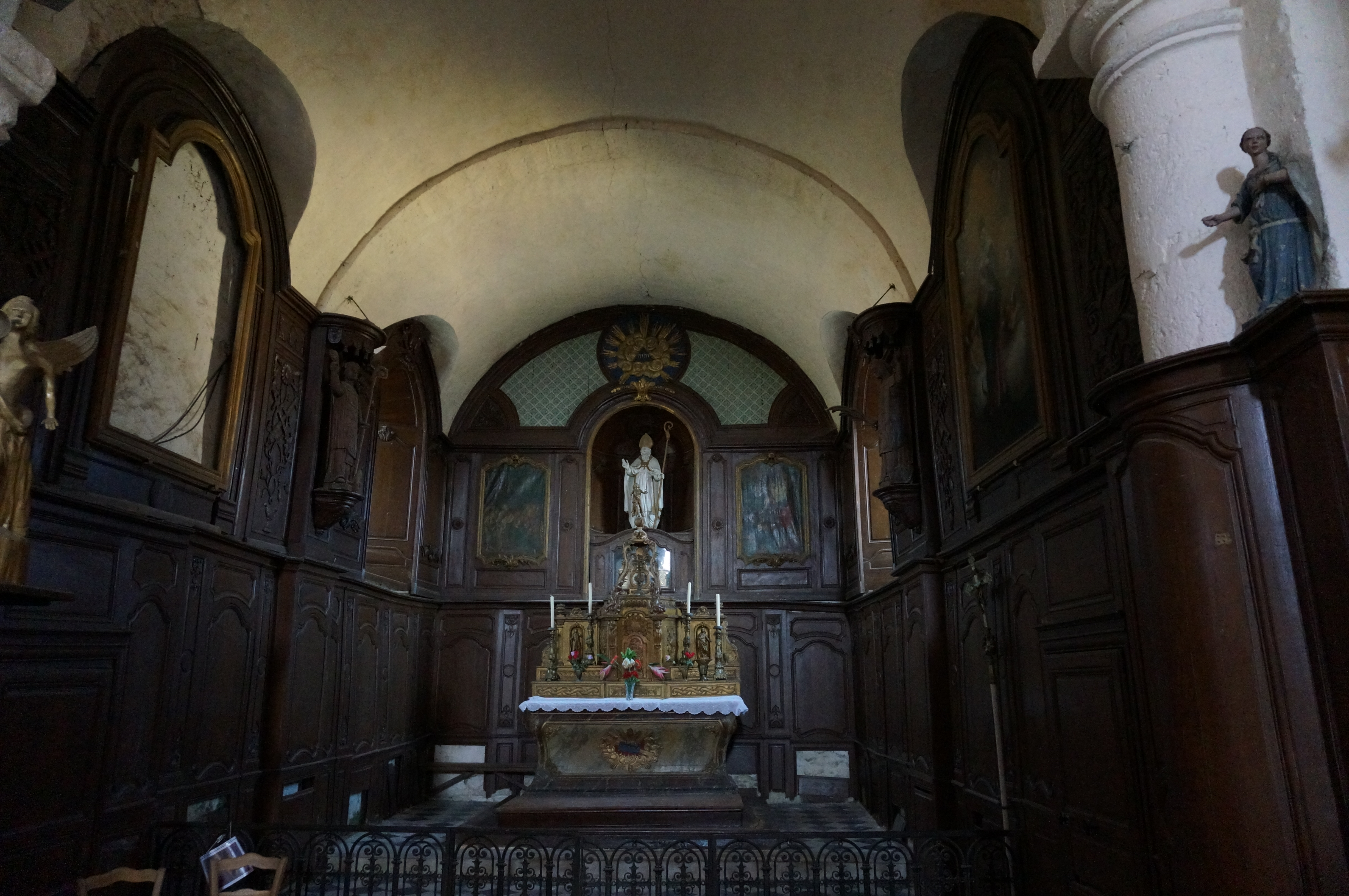
Le maître-autel.
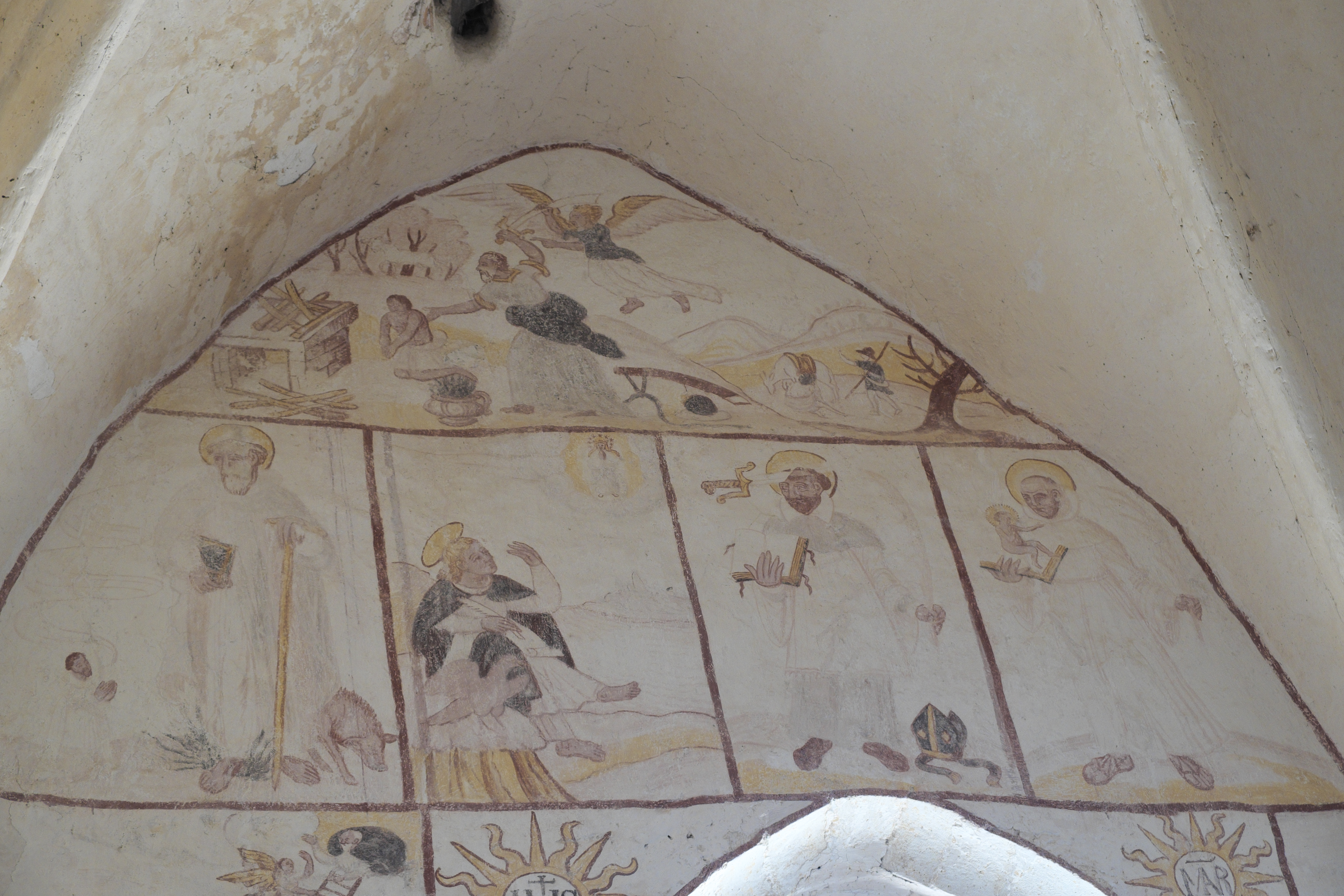
Des peintures murales.

En allant vers le nord, on trouve des hypogées néolithiques, classés le 14 mai 1926.

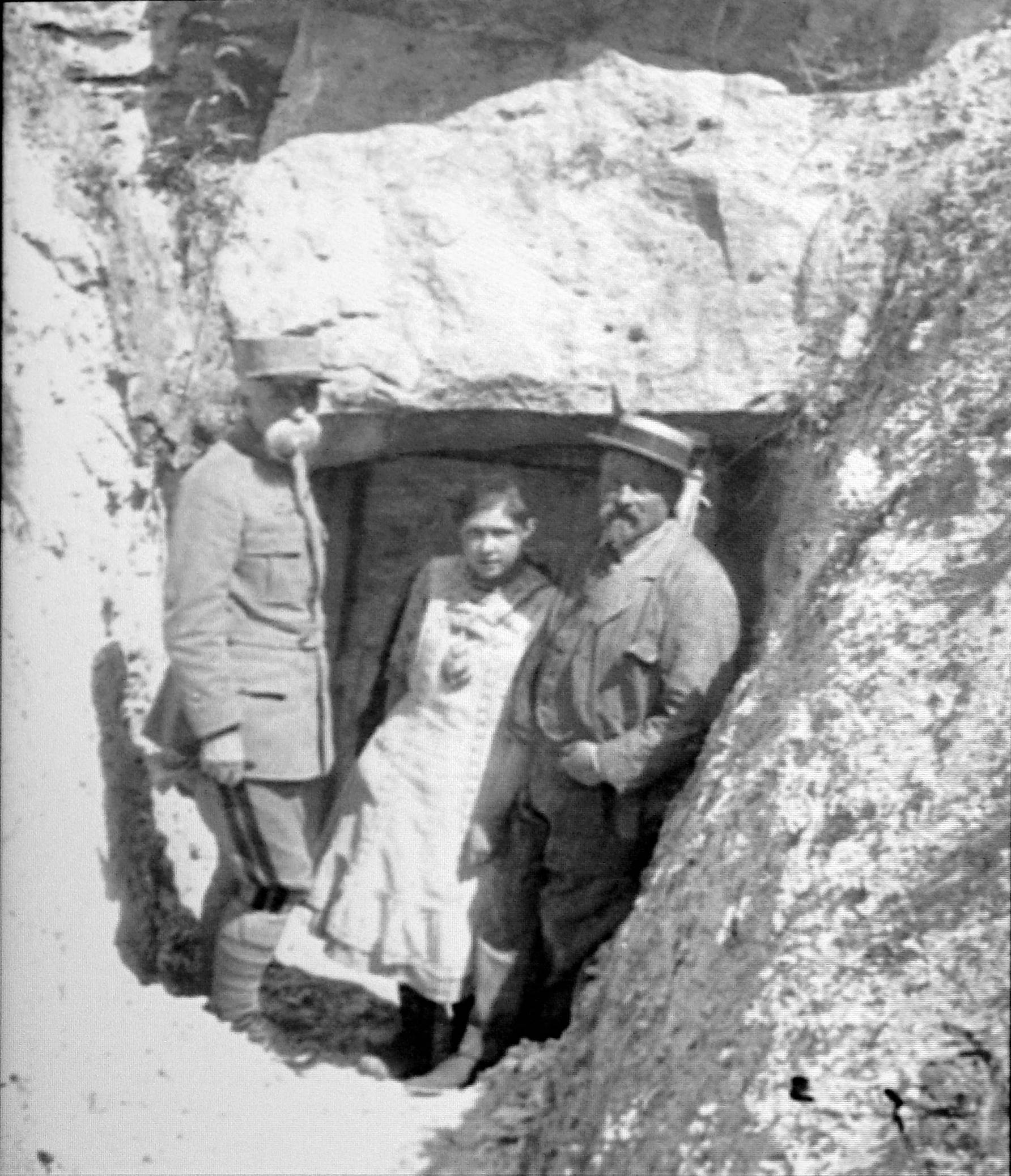
Entrée d'hypogée avec Augustin Roland pendant la Grande guerre.
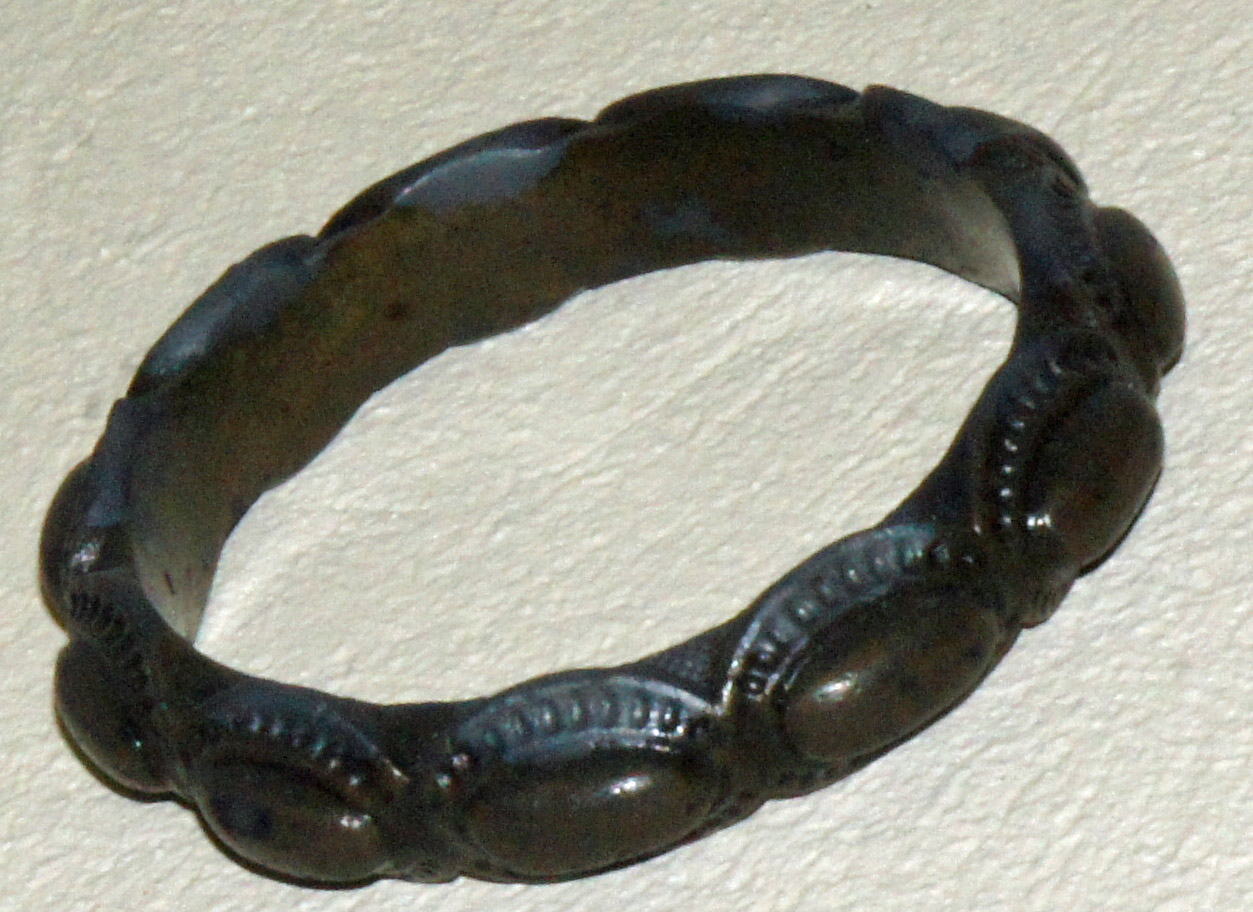
Bracelet d'oves perlés actuellement au musée Saint-Remi.
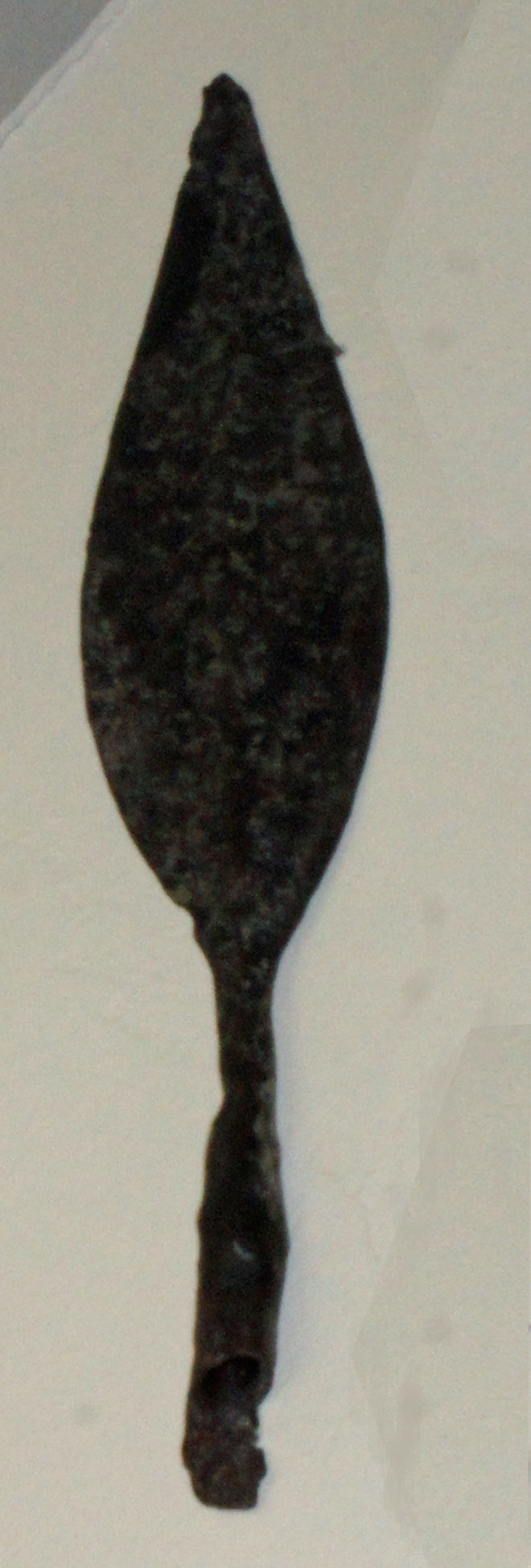
Fer de lance du IIIe siècle av. J.-C., actuellement au musée Saint-Remi.
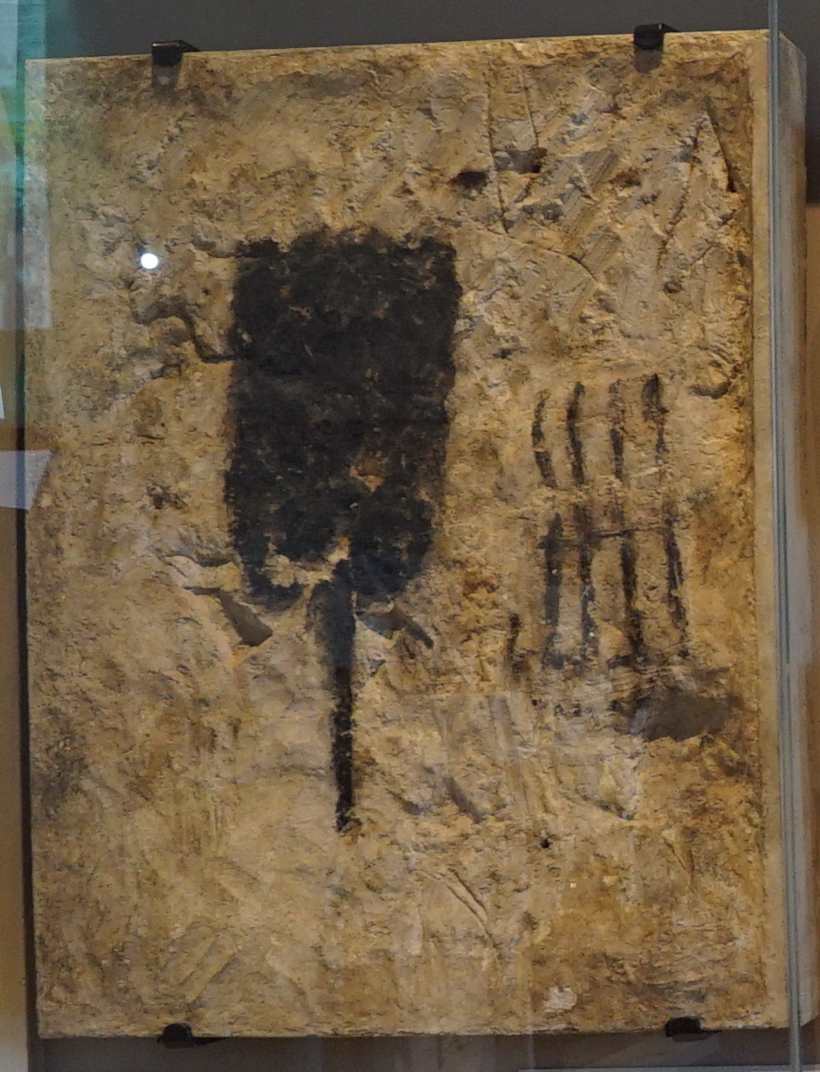
Dessin au charbon dans une hypogée, Musée du vin de Champagne et d'Archéologie régionale à Épernay.

### Personnalités liées à la commune

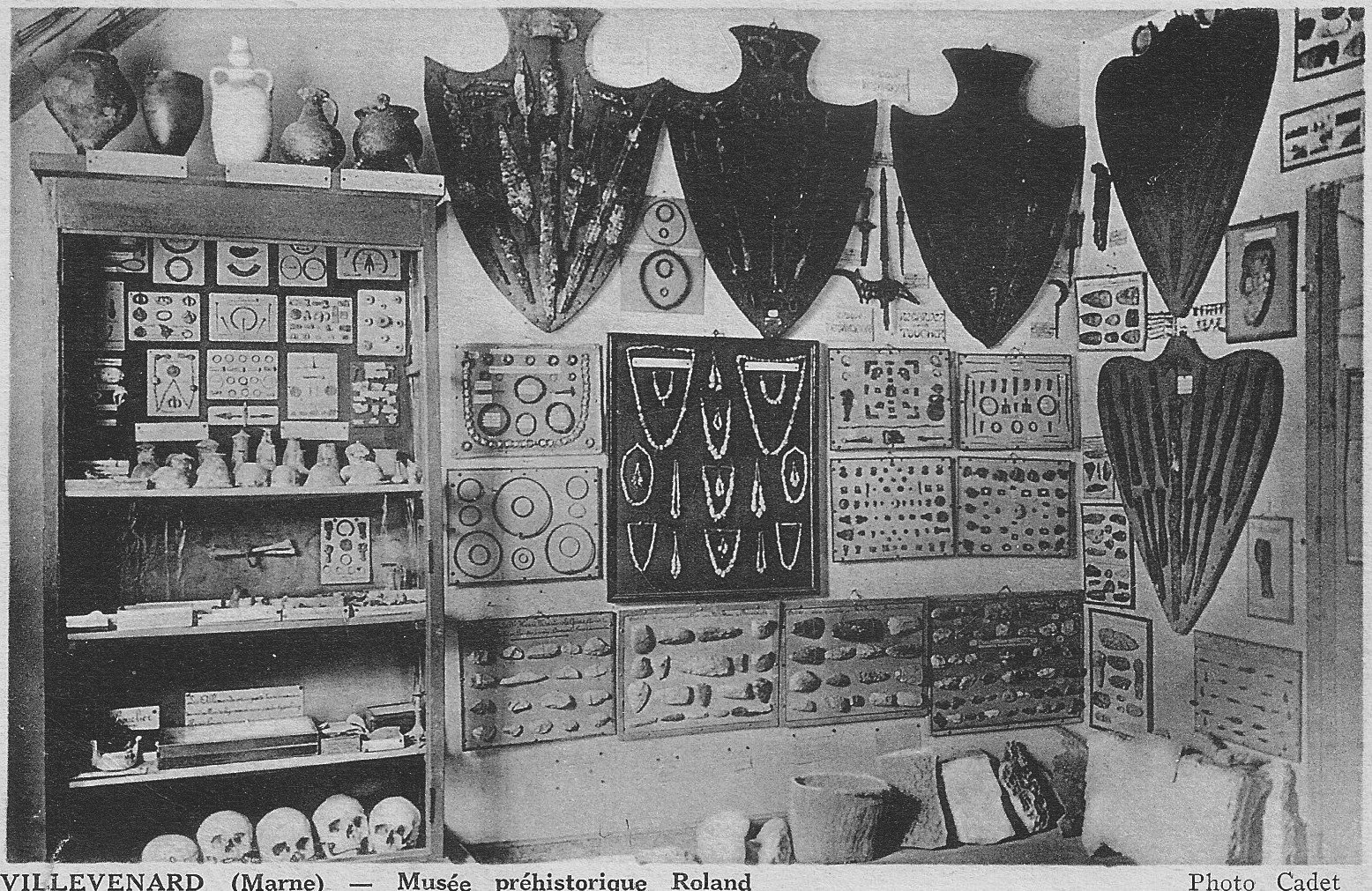
Musée au village issu des fouilles des hypogées des marais st-Gond.

- Augustin Roland, instituteur au village, a fouillé des hypogées avec Joseph de Baye et a ouvert un musée.
- L'abbé Jacques-François de Gaulle, curé de Villevenard de 1749 à 1783, cousin à la septième génération du général de Gaulle, est inhumé dans le cimetière de Villevenard. Il a embelli son église par des stalles et des grilles (datées de 1775). Il fit venir son neveu près de lui pour qu'il aille à l'école. Celui-ci cacha sous la chaire un petit livre sur lequel était écrit « Ce livre appartient à Claude François de Gaulle, c'est à lui », objet découvert lors des travaux effectués en 1970. Il se maria à Baye, avec une parente, Marie-Françoise de Gaulle[76].